# Iluminaci Thanaterosa
Iluminaci Thanaterosa (ang. Illuminates of Thanateros, IOT) – okultystyczne stowarzyszenie powstałe w roku 1978, zajmujące się głównie magią chaosu.

## Historia
W późnych latach 70. dwaj młodzi brytyjscy okultyści, głównie zajmujący się magią rytualną, Ray Sherwin i Peter Carroll, rozpoczęli wydawanie czasopisma „The New Equinox”. Obaj byli związani z okultystyczną sceną skupioną wokół londyńskiej księgarni „The Phoeanix”. Jednakże fakt, iż obaj byli zawiedzeni stanem sztuk magicznych oraz niedostatkami w istniejących okultystycznych ugrupowaniach, spowodował, że w 1978 opublikowali w swoim czasopiśmie małe ogłoszenie, zapowiadające utworzenie nowego rodzaju porządku magicznego. Zawierał się on w elementach Thelemy, Zos Kia Cultusu, szamanizmu, tantry oraz taoizmu. Nazwali swój porządek Iluminatami Thanaterosa (Illuminates of Thanateros, IOT), nawiązując do dualizmu bogów Śmierci (Tanatos) i Miłości (Eros).
Carroll i Sherwin rozpoczęli publikację swoich poglądów doprecyzowujących ich system praktyki magicznej, z których część ukazała się w postaci artykułów w „The New Equinox”, część zaś zamierzona była jako instrukcje dla członków ich magicznego porządku. Zaprezentowane przez nich nowe spojrzenie na magię, będące w opozycji do dotychczasowych systemów metafizycznych, a skupiające się na praktycznych umiejętnościach, stało się szerzej znane jako magia chaosu. W latach 80. udało im się zdobyć uznanie dla tych idei w Anglii, Niemczech i Austrii oraz przyciągnąć kilku wpływowych okultystycznych pisarzy czy praktykujących. Jednak nim minęła dekada, Sherwin zrezygnował, twierdząc, iż Iluminaci Thanaterosa zaczęli przechodzić kryzys jako ugrupowanie w wyniku jego hierarchizacji.
Carroll brnął jednak dalej, powodując spopularyzowanie idei IOT w środowisku okultystów na całym świecie, głównie poprzez swoje książki Liber Null i Psychonaut. Nieco później Carroll skrystalizował kierunek, w którym szło IOT, jako „prawdziwy” magiczny porządek (zakon), i zamanifestował go jako The Magical Pact of the IOT (Magiczny Pakt Iluminatów Thanaterosa) lub po prostu The Pact (Pakt).
We wczesnych latach 90. ten chaocki magiczny porządek dotknęły Ice Magick Wars (Lodowe Wojny Magii), skutkiem czego nastała schizma i kilka frakcji oderwało się od grupy, tworząc np. Reformed IOT (RIOT) w Niemczech czy The AutonomatriX w Kalifornii. Nieco później Carroll opublikował Liber Kaos, po czym zrezygnował z aktywnego udziału w „życiu sceny”, podkreślając jednak, iż jego decyzja była spowodowana dalszym rozwojem osobistym, a nie brakiem zgody ze stan Paktu.
Członkami Paktu byli m.in. William S. Burroughs, Timothy Leary i Robert Anton Wilson.